# Hannah and Her Sisters
Hannah and Her Sisters is een film uit 1986 van regisseur Woody Allen. Het is een tragikomedie over drie zusters en hun problemen met werk en liefde.
De hoofdrollen in de film worden vertolkt door Allen, Michael Caine, Mia Farrow, Maureen O'Sullivan, Lloyd Nolan, Barbara Hershey, Max von Sydow en Dianne Wiest.

## Verhaal
De film heeft drie verhaallijnen, die hier en daar samenkomen. Hannah, de oudere zus van Lee en Holly, fungeert min of meer als verbindend element. De film begint en eindigt met een Thanksgivingfeestje en beslaat een periode van twaalf maanden.
De  tweede echtgenoot van Hannah, Elliot, is verliefd op de mooie Lee. Lee woont samen met de veel oudere schilder Frederick, die leeft als een kluizenaar. Elliot is ongelukkig in zijn huwelijk met de onderkoelde Hannah, die altijd alles in de hand lijkt te hebben. Ze is een succesvolle actrice en heeft net de hoofdrol gespeeld in A Doll's House van Ibsen. Elliot mist emoties bij Hannah en zoekt de warmte van Lee. Die woont inmiddels al vijf jaar bij Frederick en de relatie begint scheuren te vertonen. Lee voelt zich niet langer door Frederick gestimuleerd en ze voelt zich meer en meer intellectueel gekleineerd door de kunstenaar, die haar voortdurend probeert op te voeden. Lee en Elliott beginnen een affaire die enige maanden duurt.
Mickey is de ex-man van Hannah. Hij is duidelijk hardleers, want na zijn huwelijk heeft hij geprobeerd om een relatie aan te gaan met Hannahs zuster, Holly. Het is echter moeilijk converseren met de aan cocaïne verslaafde Holly en Mickey trekt zich terug. Hij is een hypochonder en voortdurend bang dat hij een tumor heeft. Als hij gezond wordt verklaard, raakt hij in een identiteitscrisis en experimenteert met diverse religies, zoals het rooms-katholieke geloof en de Hare Krishna. Uiteindelijk komt hij na een mislukte zelfmoordpoging weer tot zijn zinnen. Hij maakt een nieuwe afspraak met Holly en weet uiteindelijk haar hart te winnen.
Voordat Holly het jawoord aan Mickey geeft, gaat ze door een diep dal. In tegenstelling tot haar zuster Hannah is ze mislukt als actrice. Samen met haar vriendin April begint ze een cateringbedrijf waarvoor ze geld leent van Hannah. April en Holly blijven audities doen en zijn elkaars concurrenten, dit geldt ook voor de liefde. Ze strijden om de aandacht van dezelfde man en Holly blijft met lege handen achter, als April uiteindelijk én een rol krijgt als actrice én de man. Holly stort zich nu op het schrijven en moet andermaal Hannah om geld vragen. Ze schrijft een script gebaseerd op het leven van Hannah en Elliot en moet dit van de geschokte Hannah terugtrekken. Vervolgens schrijft ze een nieuw script gebaseerd op haar eigen leven. Mickey leest het script en helpt haar om het verfilmd te krijgen.
Een jaar later is iedereen weer gelukkig. Elliott en Hannah zijn weer bij elkaar en Lee en Holly zijn inmiddels ook getrouwd. Het grote wonder komt van Mickey. Een van de redenen dat zijn huwelijk met Hannah mislukte was vanwege het feit dat ze geen kinderen konden krijgen. Mickey dacht dat hij onvruchtbaar was, maar hij is erin geslaagd om Holly zwanger te maken.

## Rolverdeling
| Acteur              | Personage         |
| ------------------- | ----------------- |
| Mia Farrow          | Hannah            |
| Barbara Hershey     | Lee               |
| Dianne Wiest        | Holly             |
| Michael Caine       | Elliot            |
| Woody Allen         | Mickey Sachs      |
| Carrie Fisher       | April             |
| Maureen O'Sullivan  | Norma             |
| Lloyd Nolan         | Evan              |
| Max von Sydow       | Frederick         |
| Daniel Stern        | Dusty             |
| Julie Kavner        | Gail              |
| Joanna Gleason      | Carol             |
| Bobby Short         | Himself           |
| Lewis Black         | Paul              |
| Julia Louis-Dreyfus | Mary              |
| Christian Clemenson | Larry             |
| J.T. Walsh          | Ed Smythe         |
| John Turturro       | Writer            |
| Rusty Magee         | Ron               |
| Allen DeCheser      | Hannah's tweeling |
| Artie DeCheser      | Hannah's tweeling |
| Ira Wheeler         | Dr. Abel          |
| Richard Jenkins     | Dr. Wilkes        |

## Achtergrond
Hannah and Her Sisters bracht bijna 41 miljoen dollar op. Eigenlijk is het de meer optimistische versie van Interiors, waar ook drie zusters hun eigen strijd strijden. Er zijn veel overeenkomsten tussen de koele Rebecca uit Interiors, een succesvolle dichter, en de koele Hannah, een succesvol actrice. Hannah and Her Sisters heeft minder pretenties en bevat meer humor, met name in het verhaal van Mickey met zijn onderzoek naar de perfecte religie.

## Prijzen en nominaties
Hannah and Her Sisters werd in 1987 genomineerd voor in totaal zeven Academy Awards, waarvan de film die voor beste mannelijke bijrol, beste vrouwelijke bijrol en beste script won.
De film won tevens de BAFTA Film Award voor beste regisseur en beste scenario, de Golden Globe voor beste film, en de American Comedy Award. De film werd genomineerd voor onder andere een César en een Japanse Academy Award.